# Белведир (Калифорнија)
Белведир (енгл. Belvedere) град је у америчкој савезној држави Калифорнија. По попису становништва из 2010. у њему је живело 2.068 становника.

## Демографија
Према попису становништва из 2010. у граду је живело 2.068 становника, што је 57 (2,7%) становника мање него 2000. године.
| Група             | 2000.         | 2010.         |
| Белци             | 2.019 (95,0%) | 1.879 (90,9%) |
| Афроамериканци    | 2 (0,1%)      | 3 (0,1%)      |
| Азијати           | 38 (1,8%)     | 58 (2,8%)     |
| Хиспаноамериканци | 46 (2,2%)     | 72 (3,5%)     |
| Укупно            | 2.125         | 2.068         |